# موموئه یاماگوچی
موموئه یاماگوچی (انگلیسی: Momoe Yamaguchi؛ زادهٔ ۱۷ ژانویهٔ ۱۹۵۹) یک هنرپیشه، و خواننده اهل ژاپن است. 